# Grækenland ved vinter-OL 1952
Grækenland deltog ved Vinter-OL 1952 i Oslo med tre sportsudøvere, alle mænd, som konkurrerede i alpint skiløb. Grækenlands deltagere vandt ingen medaljer, og den bedste placering, der blev opnået, var en placering som nummer 72 i styrtløb. 

## Medaljer
| 1952 Oslo  | Guld | Sølv | Bronze | Total |
| Grækenland | 0    | 0    | 0      | 0     |